# 6544 Stevendick
A 6544 Stevendick (ideiglenes jelöléssel 1986 SD) a Naprendszer kisbolygóövében található aszteroida. Zdenka Vávrová fedezte fel 1986. szeptember 29-én.